# Ibrahim
Ibrahim je moško osebno ime.

## Izvor imena
Ime Ibrahim je muslimansko ime, ki prek turškega Ibrahim izhaja iz arabskega imena Ibrāhīm. Arabsko ime pa izhaja iz starohebrejskega imena Abraham, ki je nastalo po svetopisemskem očaku Abrahamu.

## Različice imena
Brajče, Braho, Brajkan, Brajko, Ibriš, Ibra, Ibraka, Ibran, Ibrica, Ibriš, Ibro

## Pogostost imena
Po podatkih Statističnega urada Republike Slovenije je bilo na dan 31. decembra 2007 v Sloveniji število moških oseb z imenom Ibrahim: 594.

## Osebni praznik
V koledarju je ime Ibrahim možno uvrstizi k imenu Abraham, ki god praznuje 9. oktobra 

## Zanimivosti
- Ibrahim (Abraham) je ime misijonarja, ki se pogosto omenja tako v Bibliji kot tudi v Koranu. Ibrahima imajo za duhovnega predhodnika islama in za ustanovitelja Kabe.
- Ibrahim je bilo ime tudi enemu izmed Mohamedovih sinov, ki mu ga je rodila kristjanka Marija.